# Франсіско Хосе Монтальво-і-Амбулоді
Франсіско Хосе Монтальво-і-Амбулоді Арріола-Касабант Вальдеспіно (ісп. Francisco José Montalvo y Ambulodi Arriola y Casabant Valdespino; 1754–1822) — іспанський колоніальний чиновник, перший віцекороль Нової Гранади після відновлення іспанської влади. Кавалер ордена Сантьяго.

## Біографія
Народився 1754 року в Гавані. За походженням — креол. Юнаком вступив до лав армії, служив у Південній Америці й на Санто-Домінго. 1795 року отримав звання бригадного генерала.
Після того, як Нова Гранада повстала проти іспанської влади, Монтальво отримав 30 травня 1813 року титул «вищого політичного правителя» (ісп. jefe político superior) Нової Гранади (відповідно до Конституції 1812 року титул віцекороля було ліквідовано) та зробив своєю базою Санта-Марту, що залишилась в руках роялістів, куди й прибув 2 червня 1813 року на бризі «Ель Борха». 1815 року отримав звання генерал-лейтенанта. Після того, як експедиційний корпус під командуванням Пабло Морільйо, що висадився в Санта-Марті, відновив іспанську владу в Новій Гранаді, 16 квітня 1816 року Франсіско Хосе Монтальво отримав титул віцекороля Нової Гранади.
1818 року передав пост віцекороля Хуану де Самано, після чого повернувся до Іспанії, де став депутатом Кортесів.
Помер у Мадриді 1822 року.